# Lajos Rácz
Lajos Rácz (* 1. července 1952 Budapešť, Maďarsko) je bývalý maďarský zápasník, reprezentant v zápase řecko-římském.
V roce 1976 na olympijských hrách v Montrealu vybojoval v kategorii do 52 kg páté místo a v roce 1980 na hrách v Moskvě ve stejné kategorii stříbrnou medaili.